# Keila församling
Keila församling (estniska: Keila kogudus) är en församling som tillhör Lääne-Harju kontrakt inom den Estniska evangelisk-lutherska kyrkan.

## Större orter
- Harku (småköping)
- Karjaküla (småköping)
- Keila (stad)
- Keila-Joa (småköping)
- Klooga (småköping)
- Laagri (småköping)
- Saue (stad)
- Vasalemma (småköping)